# Neten Zangmo

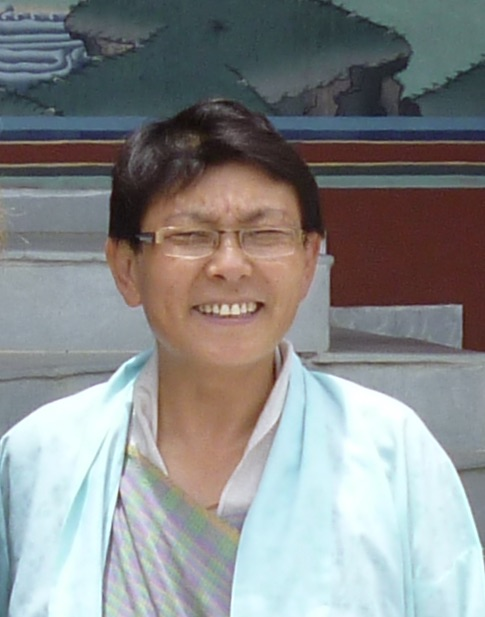
Dasho Neten Zangmo

Neten Zangmo (bhutanisch གནས་བརྟན་བཟང་མོ, geb. 23. September 1961 in Jakar, Bumthang) ist eine Regierungsbeamtin und Politikerin in Bhutan. Sie war Vorsitzende von Bhutans Antikorruptions-Kommission und wurde 2009 mit dem Titel Dasho ausgezeichnet. Am 29. Mai 2017 wurde sie Parteiführerin der Bhutan Kuen-Nyam Party (འབྲུག་ཀུན་མཉམ་ཚོགས་པ). Sie trat am 16. September 2018 von ihrem Amt zurück, einen Tag nachdem die Partei den ersten Wahlgang für die Teilnahme an den Parlamentswahlen nicht geschafft hatte, aber es dauerte fast zwei Jahre, bis die BKP ihren Rücktritt akzeptierte. Der Parteigründer, Sonam Tobgay, erzählte dem Bhutan Broadcasting Service, dass es schwierig sei, Zangmo zu ersetzen, da er sie für den größten Schatz der Partei hielt. „Innerhalb der BKP-Familie haben wir großen Respekt vor ihr und stellen auch Erwartungen an sie.“

## Leben
Zangmo erhielt ihre Ausbildung an der öffentlichen Schule Sherubtse College in Trashigang. 1985 begann sie als Praktikantin im Staatsdienst für den Staat zu arbeiten und stieg später in die Reihen des Bildungsministeriums auf. Zwischen 1986 und 1989 war sie stellvertretende Direktorin des Jigme Namgyel Engineering College (Royal Bhutan Polytechnic); zwischen 1990 und 1992 war sie Schulleiterin. Am 19. Oktober 1990 wechselte sie an das Royal Technical Institute, wo sie bis 1995 Direktorin war. 1996 wurde sie Direktorin der Planungskommission und bekleidete diese Position bis 1999. Zwischen 1999 und 2003 war sie als Sekretärin im Kabinettssekretariat tätig und zwischen 2003 und 2006 als Sekretärin im Außenministerium. Sie wurde am 4. Januar 2006 von König Jigme Singye Wangchuck zur Vorsitzenden der Antikorruptionskommission ernannt.
Als Leiterin der Antikorruptionskommission startete sie eine mutige Antikorruptionskampagne und eröffnete Fälle gegen hochrangige Personen. In einem Land, in dem Korruption kein Stigma darstellte, setzte sie sich gleichzeitig dafür ein, das öffentliche Bewusstsein zu schärfen. Dabei wurde sie bedroht und beleidigt. Der König von Bhutan, Jigme Khesar Namgyel Wangchuck, unterstützte sie jedoch und verlieh ihr den Titel Dasho, womit sie die erste Frau wurde, die diesen Titel erhielt.
Sie wurde als die „Eiserne Lady von Bhutan“ („Iron Lady of Bhutan“), als „legendary“ Und „die wichtigste Frau im Land“ („the most important woman in the country“) bezeichnet.